# Jørgen Mortensen
Jørgen Mortensen (30 de abril de 1941) es un deportista danés que compitió en bádminton. Ganó una medalla de bronce en el Campeonato Europeo de Bádminton de 1968 en la prueba individual.

## Palmarés internacional
| Campeonato Europeo | Campeonato Europeo | Campeonato Europeo | Campeonato Europeo |
| Año                | Lugar              | Medalla            | Prueba             |
| ------------------ | ------------------ | ------------------ | ------------------ |
| 1968               | Bochum (RFA)       | Medalla de bronce  | Individual         |